# Maja Aleksić
Maja Aleksić (serbisch-kyrillisch Маја Алексић; * 6. Juni 1997 in Užice, BR Jugoslawien) ist eine serbische Volleyballspielerin.

## Karriere
Maja Aleksić spielt seit 2016 als Mittelblockerin in der serbischen Nationalmannschaft. Sie gewann bei den Olympischen Spielen 2021 in Tokio die Bronzemedaille. Außerdem wurde sie 2018 Weltmeisterin und 2019 Europameisterin. Aleksić spielte bei folgenden Vereinen: OK Jedinstvo Užice, OK Vizura Belgrad (fünfmal serbische Meisterin und zweimal Pokalsiegerin) sowie CS Volei Alba-Blaj (je zweimal rumänische Meisterin und Pokalsiegerin). Seit 2021 ist sie bei Volero Le Cannet aktiv.